# Kazunori Iio
Kazunori Iio (飯尾 一慶 Iio Kazunori?), född 23 februari 1982, är en japansk tidigare fotbollsspelare.
I juni 2001 blev han uttagen i Japans trupp till U20-världsmästerskapet 2001.